# أندري أفاناسيف (لاعب كرة قدم)
أندري أفاناسيف (بالروسية: Афанасьев, Андрей Игоревич)‏ (15 مايو 1964 في روسيا - ) هو مدرب كرة قدم ولاعب كرة قدم روسي في مركز الدفاع. شارك مع منتخب روسيا لكرة القدم. أما مع النوادي، فقد لعب مع توربيدو موسكو وسبارتاك موسكو ونادي ساتورن رامنسكوي ونادي سيسكا موسكو ونافباخور نامانجان وFC Lokomotiv Nizhny Novgorod ‏.

## مسيرته الكروية
لعب أندري أفاناسيف خلال مسيرته الاحترافية مع 6 أندية في عشرون موسمًا وسجل خلالها 24 هدفًا ضمن 448 مباراة. حيث فاز في موسم واحد بالكأس ولم يفز بأي دوري.
خاض أندري أفاناسيف مسيرته مع نادي سيسكا موسكو في موسم 1983 ليلعب معه ستة مواسم، مشاركًا في 101 مباراة سجل خلالها 4 أهداف. ثم انتقل إلى نادي توربيدو موسكو في موسم 1989 ليلعب معه ستة مواسم، حيث شارك في 165 مباراة سجل خلالها 13 هدفًا. لينتقل بعدها إلى نادي سبارتاك موسكو ما بين عامي 1995 و1996 لمدة موسم واحد، مشاركًا في 19 مباراة سجل خلالها هدفًا واحدًا. ثم انتقل إلى FC Lokomotiv Nizhny Novgorod ‏ في عامي 1996-1998 ولمدة موسمين، مشاركًا في 47 مباراة سجل خلالها 3 أهداف. هذا وانتقل لاحقًا إلى نافباخور نامانجان ما بين عامي 1997 و1998 لمدة موسم واحد، مشاركًا في 11 مباراة سجل خلالها هدفًا واحدًا. ثم انتقل بعدها إلى نادي ساتورن رامنسكوي في موسم 1998 ليلعب معه أربعة مواسم، مشاركًا في 105 مباراة سجل خلالها هدفين.

## وصلات خارجية
- أندري أفاناسيف (لاعب كرة قدم) على موقع ناشيونال فوتبول تيمز (الإنجليزية)
- أندري أفاناسيف (لاعب كرة قدم) على موقع عالم كرة القدم.نت (الإنجليزية)